# Finn Fisher-Black
Finn Fisher-Black, né le 21 décembre 2001 à Benenden en Angleterre, est un coureur cycliste néo-zélandais. Il est membre de l'équipe Red Bull - Bora-Hansgrohe.

## Biographie
Sa sœur Niamh est également coureuse cycliste.
Pour 2020, il signe avec l'équipe Jumbo-Visma Development, réserve de l'équipe World Tour Jumbo-Visma.
En 2021, il rejoint l'équipe UAE Emirates. 
En 2023, il remporte la première étape du Tour de Sicile. 
En début de saison 2024, il remporte la deuxième étape du Tour d'Oman et termine troisième du classement général de cette course.

## Palmarès sur route

### Palmarès amateur
- 2017
  -  Champion de Nouvelle-Zélande sur route cadets
  -  Champion de Nouvelle-Zélande du contre-la-montre cadets
- 2018
  -  Champion de Nouvelle-Zélande du contre-la-montre juniors
  -  Médaillé d'argent du championnat d'Océanie du contre-la-montre juniors
- 2019
  -  Champion d'Océanie sur route juniors
  -  Champion d'Océanie du contre-la-montre juniors
  - 10e du championnat du monde du contre-la-montre juniors
- 2020
  -  Champion de Nouvelle-Zélande sur route espoirs
  -  Champion de Nouvelle-Zélande du contre-la-montre espoirs
- 2021
  -  Champion de Nouvelle-Zélande du contre-la-montre espoirs
  - 1re (contre-la-montre par équipes) et 4e étapes de la New Zealand Cycle Classic
  - Classement général de l'Istrian Spring Trophy
  - 2e de la New Zealand Cycle Classic

### Palmarès professionnel
- 2023
  - 1re étape du Tour de Sicile
- 2024
  - Muscat Classic
  - 2e étape du Tour d'Oman
  - 3e étape de Paris-Nice (contre-la-montre par équipes)
  - 3e étape du Tour des Asturies
  - 3e de l'AlUla Tour
  - 3e du Tour d'Oman
  - 3e du Tour de Burgos
- 2025
  -  Champion de Nouvelle-Zélande du contre-la-montre
  - 3e du Tour Down Under
  - 6e du Tour des Émirats arabes unis
  - 10e de la Cadel Evans Great Ocean Road Race

### Résultats sur les grands tours

#### Tour d'Espagne
1 participation
- 2023 : 40e

### Classements mondiaux
| Année                                 | 2020 | 2021 | 2022 | 2023 | 2024 |
| ------------------------------------- | ---- | ---- | ---- | ---- | ---- |
| Classement mondial                    | 881e | 265e | 866e | 310e | 169e |
| UCI Oceania Tour                      | 47e  | 14e  | 51e  | 19e  | 11e  |
|                                       |      |      |      |      |      |
| Légende : nc = non classéSource : UCI |      |      |      |      |      |

## Palmarès sur piste

### Championnats du monde
| Édition / Épreuve    | Poursuite par équipes                                       |
| Aigle 2018 (juniors) | Or (avec Corbin Strong, George Jackson et Bailey O'Donnell) |

### Championnats nationaux
- 2018
  -  Champion de Nouvelle-Zélande de poursuite juniors
- 2019
  -  Champion de Nouvelle-Zélande de poursuite juniors
  - 2e du championnat de Nouvelle-Zélande de poursuite par équipes
  - 3e du championnat de Nouvelle-Zélande de l'américaine

## Palmarès en cyclo-cross
- 2016
  -  Champion de Nouvelle-Zélande de cyclo-cross juniors